# Meiseldorf
Meiseldorf ist eine Gemeinde mit 841 Einwohnern (Stand 1. Jänner 2025) im Bezirk Horn in Niederösterreich.

## Geografie
Meiseldorf liegt östlich von Horn am Rand des Manhartsbergs im Waldviertel. Das größte Gewässer ist der Maigner Bach, der im Osten in einer Seehöhe von 330 Meter das Gemeindegebiet verlässt. Die höchsten Erhebungen sind der Untersteinparz (409 m) und der Eichberg (452 m) im Westen. Im Osten liegt der Meiseldorfer Teich.
Die Fläche der Gemeinde umfasst 35,43 Quadratkilometer. Davon sind 66 Prozent landwirtschaftliche Nutzfläche und 26 Prozent sind bewaldet.

### Gemeindegliederung
Das Gemeindegebiet umfasst folgende vier Ortschaften (in Klammern Einwohnerzahl Stand 1. Jänner 2025):
- Kattau (173)
- Klein-Meiseldorf (380)
- Maigen (91)
- Stockern (197)

Die Gemeinde besteht aus den Katastralgemeinden Kattau, Kleinmeiseldorf, Maigen und Stockern.
Der Hauptort ist Klein-Meiseldorf.
Die Gemeinde Meiseldorf ist Mitglied der Kleinregion Manhartsberg.
Der Hauptort Klein-Meiseldorf und Stockern haben die Postleitzahl 3744 (Meiseldorf), Kattau die Postleitzahl 3730 (Eggenburg) und Maigen die Postleitzahl 3751 (Sigmundsherberg).

### Nachbargemeinden
|                | Sigmundsherberg                             | Pulkau (Bez. Hollabrunn) |
| Horn           | Kompassrose, die auf Nachbargemeinden zeigt | Röschitz                 |
| Rosenburg-Mold | Burgschleinitz-Kühnring                     | Eggenburg                |

## Geschichte
Die ältesten Aufzeichnung aus dem Gemeindegebiet stammen aus Kattau. In einer Urkunde des Stiftes Melk wird 1074 ein Ulrich von Chadowe (Kattau) genannt. Er war Besitzer von Alt-Kattau, dessen genaue Lage heute nicht bekannt ist. Die Familie Kattau ist bis in das 16. Jahrhundert nachweisbar. In dieser Zeit oder etwas später verschwand auch Alt-Kattau. Neu-Kattau wurde voraussichtlich in der ersten Hälfte des 14. Jahrhunderts erbaut, da 1343 von zwei Sitzen Chadow und Wenigern Chadow berichtet wird. Die Freiherren von Gilleis bauten das Schloss im Barockstil um. Nach dem Zweiten Weltkrieg dachte man an den Abbruch des Gebäudes, da es baufällig war. Es ist heute als Zentrum eines Gutsbesitzes im Besitz der Familie Hiller, die es teilrenovierten. Zusammen mit dem Meierhof und der Pfarrkirche dominiert das Schloss das Erscheinungsbild des Ortes.

### Bevölkerungsentwicklung
| Meiseldorf: Einwohnerzahlen von 1869 bis 2025       | Meiseldorf: Einwohnerzahlen von 1869 bis 2025 | Meiseldorf: Einwohnerzahlen von 1869 bis 2025 | Meiseldorf: Einwohnerzahlen von 1869 bis 2025 | Meiseldorf: Einwohnerzahlen von 1869 bis 2025 |
| --------------------------------------------------- | --------------------------------------------- | --------------------------------------------- | --------------------------------------------- | --------------------------------------------- |
| Jahr                                                |                                               |                                               |                                               | Einwohner                                     |
| 1869                                                | 1869                                          |                                               | 1.257                                         | 1.257                                         |
| 1880                                                | 1880                                          |                                               | 1.437                                         | 1.437                                         |
| 1890                                                | 1890                                          |                                               | 1.362                                         | 1.362                                         |
| 1900                                                | 1900                                          |                                               | 1.346                                         | 1.346                                         |
| 1910                                                | 1910                                          |                                               | 1.390                                         | 1.390                                         |
| 1923                                                | 1923                                          |                                               | 1.412                                         | 1.412                                         |
| 1934                                                | 1934                                          |                                               | 1.466                                         | 1.466                                         |
| 1939                                                | 1939                                          |                                               | 1.467                                         | 1.467                                         |
| 1951                                                | 1951                                          |                                               | 1.330                                         | 1.330                                         |
| 1961                                                | 1961                                          |                                               | 1.141                                         | 1.141                                         |
| 1971                                                | 1971                                          |                                               | 1.033                                         | 1.033                                         |
| 1981                                                | 1981                                          |                                               | 917                                           | 917                                           |
| 1991                                                | 1991                                          |                                               | 915                                           | 915                                           |
| 2001                                                | 2001                                          |                                               | 962                                           | 962                                           |
| 2011                                                | 2011                                          |                                               | 933                                           | 933                                           |
| 2021                                                | 2021                                          |                                               | 852                                           | 852                                           |
| 2025                                                | 2025                                          |                                               | 841                                           | 841                                           |
| Quelle(n): Statistik Austria, Gebietsstand 1.1.2021 |                                               |                                               |                                               |                                               |

## Kultur und Sehenswürdigkeiten
- Schloss Kattau in Kattau

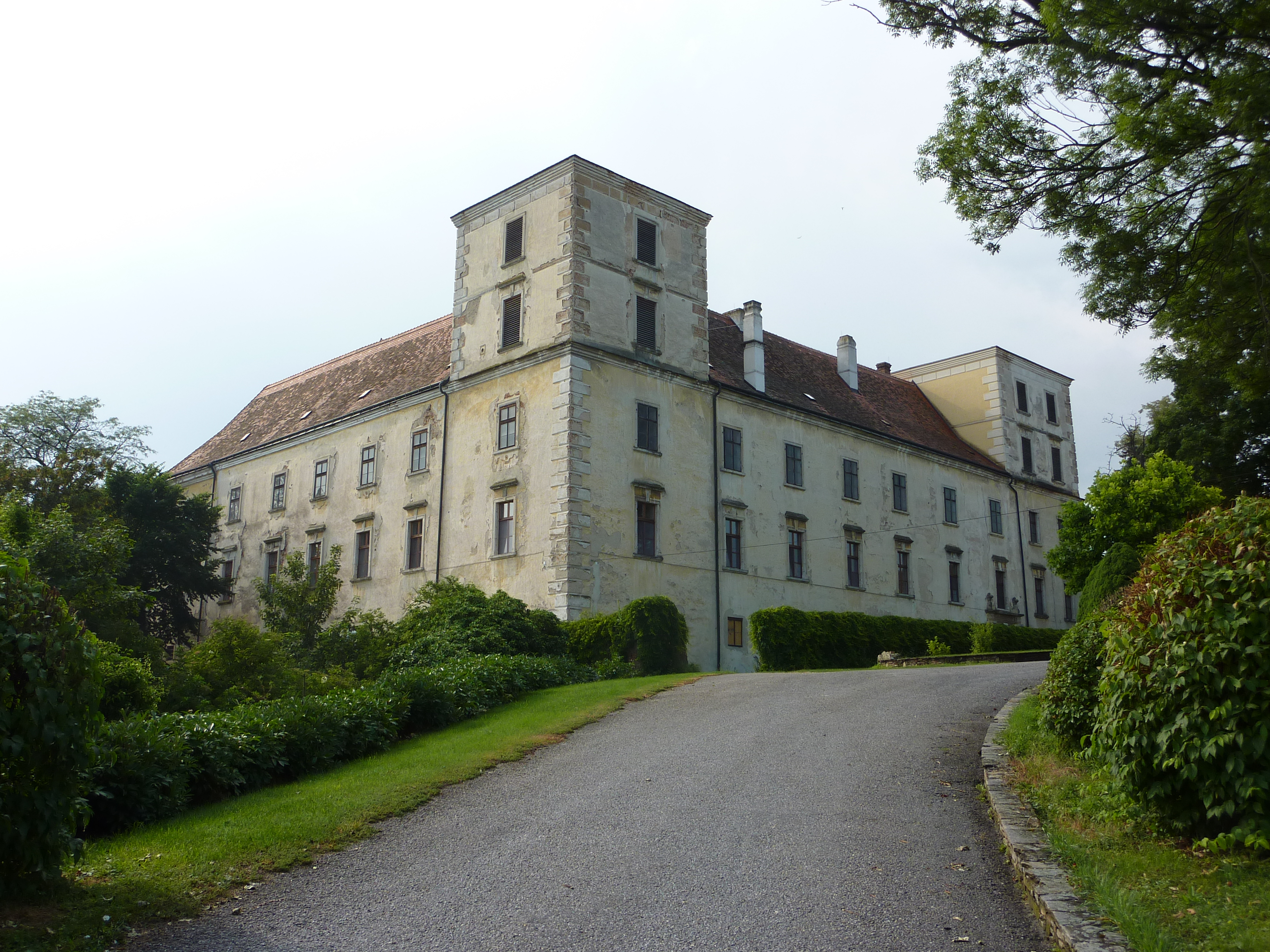
Schloss Kattau

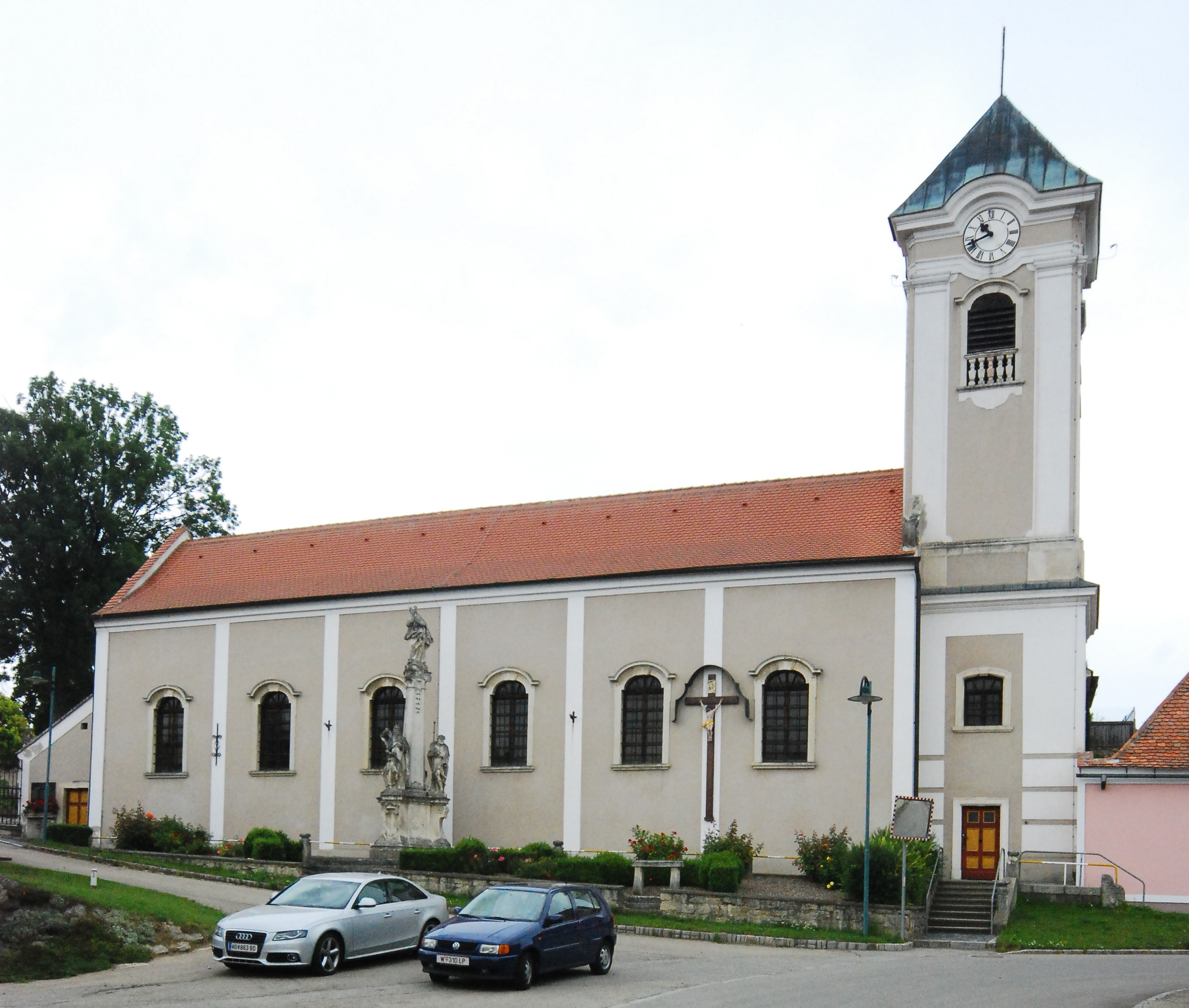
Pfarrkirche Kattau

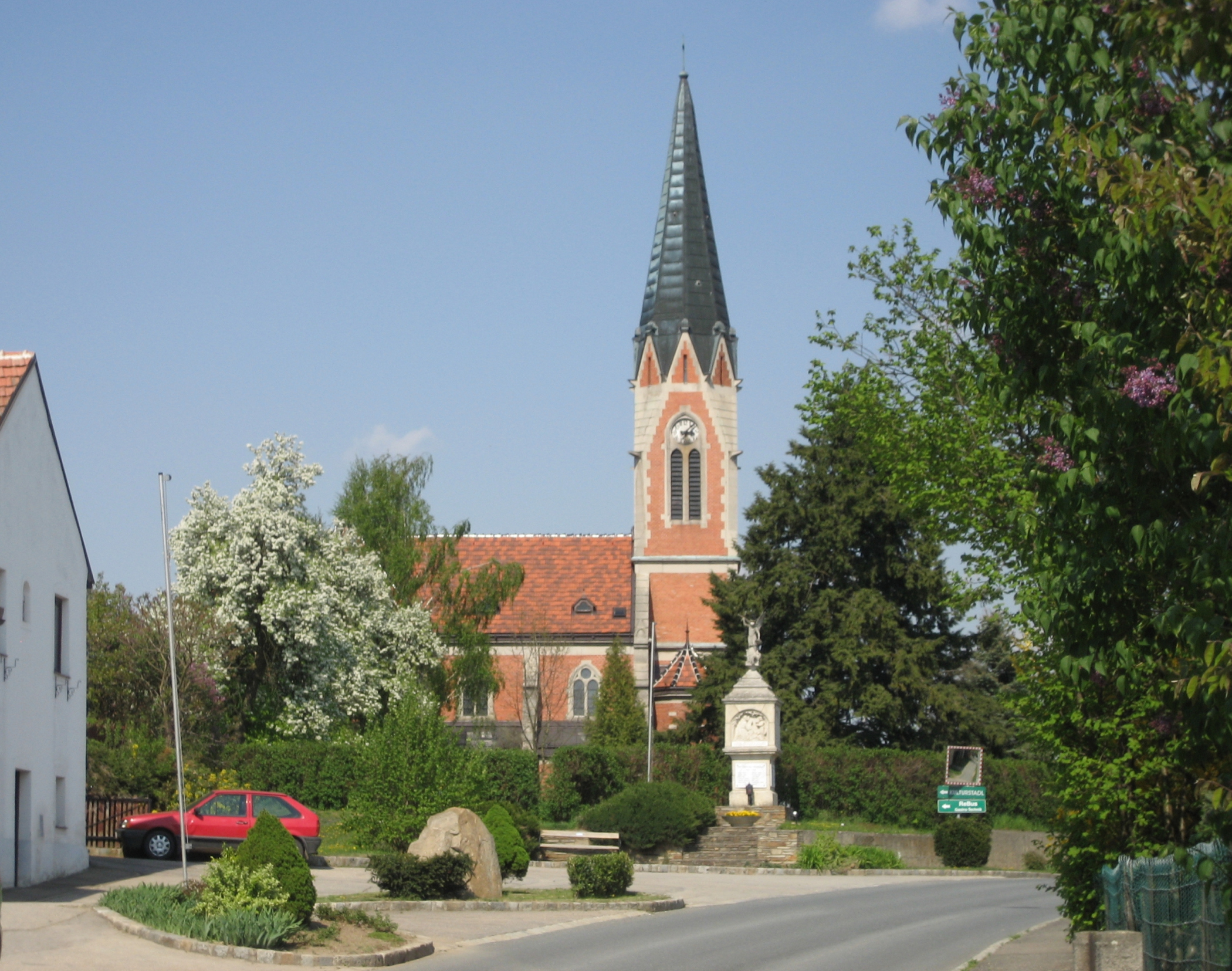
Pfarrkirche Stockern

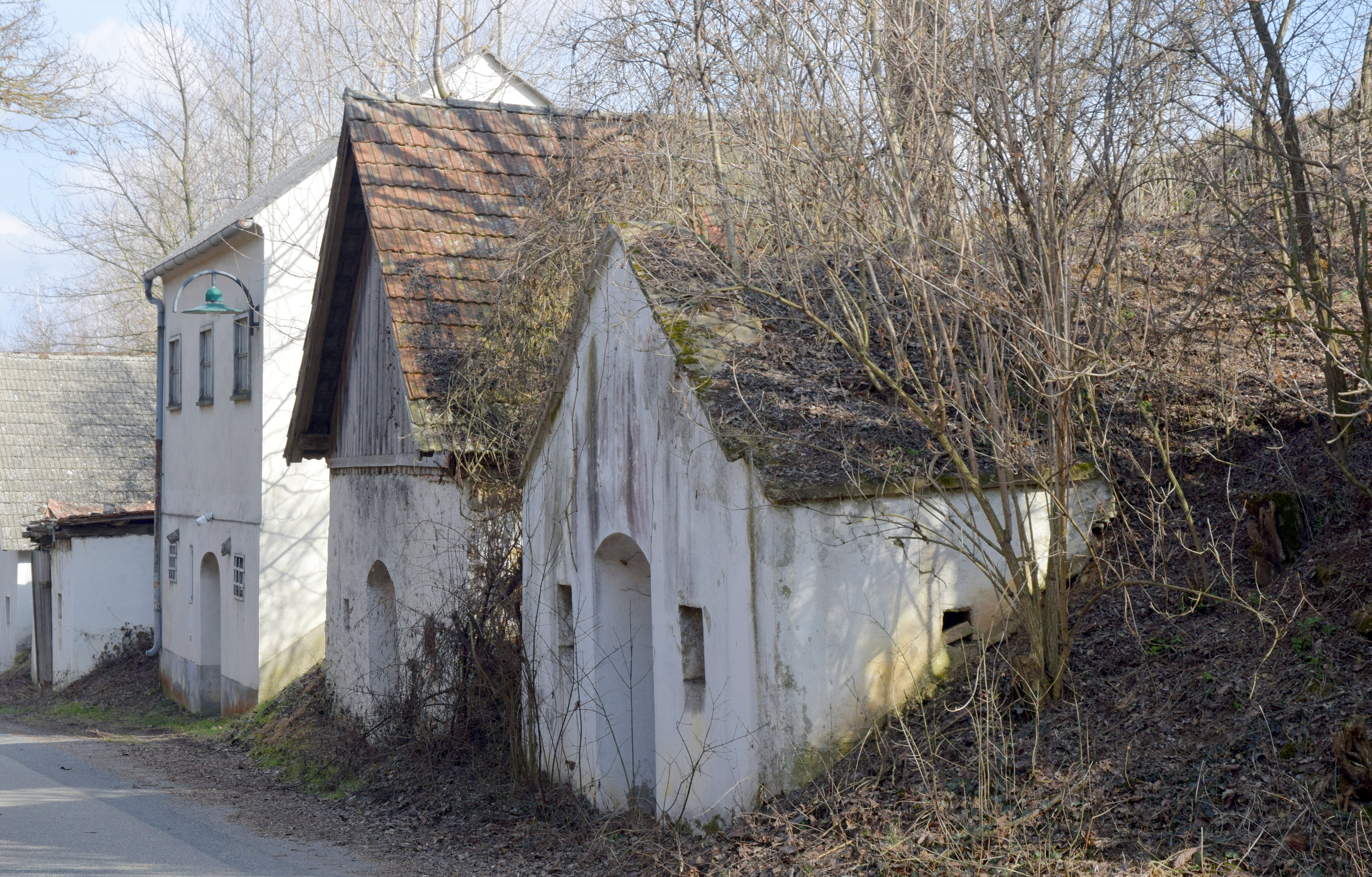
Kellergasse Friedhofsweg in Kattau

- Katholische Pfarrkirche Kattau Mariä Himmelfahrt
- Katholische Ortskapelle Kleinmeiseldorf
- Katholische Filialkirche Maigen
- Schloss Stockern in Stockern
  - Gemälde St. Florian rettet das brennende Schloss Stockern von Martin Johann Schmidt 1772
- Ehemalige Pfarrkirche Stockern
- Katholische Pfarrkirche Stockern Heiligstes Herz Jesu
- Kalvarienberg Stockern

## Wirtschaft und Infrastruktur
Nichtlandwirtschaftliche Arbeitsstätten gab es im Jahr 2001 18, land- und forstwirtschaftliche Betriebe nach der Erhebung 1999 67. Die Zahl der Erwerbstätigen am Wohnort betrug nach der Volkszählung 2001 393. Die Erwerbsquote lag 2001 bei 41,78 Prozent.

### Verkehr
- Bahn: Der Ort Klein-Meiseldorf liegt an der Franz-Josefs-Bahn. Die ÖBB betrieben den Bahnhof Klein-Meiseldorf–Maria-Dreieichen bis 12. Dezember 2015. Der Personenverkehr auf der ebenfalls durch die Gemeinde führenden Pulkautalbahn wurde 1988 eingestellt.
- Bus: Das Linienbusunternehmen PostBus fährt in Klein-Meiseldorf, Kattau, Maigen und Stockern Haltestellen der Linien 1253 (Horn – Retz) und 1302 (Horn – Eggenburg) an. Die Linie 1254 (Eggenburg – Retz) fährt zwei Haltestellen in Kattau an.
- Straße: Die Landesstraße 1205 führt durch Stockern.

## Politik

### Gemeinderat
Der Gemeinderat hat 15 Mitglieder.
- Nach den Gemeinderatswahlen in Niederösterreich 1990 hatte der Gemeinderat folgende Verteilung: 11 ÖVP und 4 SPÖ.
- Nach den Gemeinderatswahlen in Niederösterreich 1995 hatte der Gemeinderat folgende Verteilung: 8 ÖVP, 5 SPÖ und 2 FPÖ.[4]
- Nach den Gemeinderatswahlen in Niederösterreich 2000 hatte der Gemeinderat folgende Verteilung: 9 ÖVP, 4 SPÖ und 2 FPÖ.[5]
- Nach den Gemeinderatswahlen in Niederösterreich 2005 hatte der Gemeinderat folgende Verteilung: 10 ÖVP und 5 SPÖ.[6]
- Nach den Gemeinderatswahlen in Niederösterreich 2010 hatte der Gemeinderat folgende Verteilung: 11 ÖVP und 4 SPÖ.[7]
- Nach den Gemeinderatswahlen in Niederösterreich 2015 hatte der Gemeinderat folgende Verteilung: 12 ÖVP und 3 SPÖ.[8]
- Nach den Gemeinderatswahlen in Niederösterreich 2020 hatte der Gemeinderat folgende Verteilung: 10 ÖVP, 4 SPÖ und 1 FPÖ.[9]
- Nach den Gemeinderatswahlen in Niederösterreich 2025 hat der Gemeinderat folgende Verteilung: 9 ÖVP, 5 SPÖ und 1 FPÖ.[10]

### Bürgermeister
- bis 2005 Gerhard Hager (ÖVP)
- 2005–2014 Josef Daniel (ÖVP)
- seit 2014 Nikolaus Reisel (ÖVP)

### Wappen
Blasonierung:
In einem blauen, von einem silbernen Wellenbalken schräglinks geteilten Schild oben ein goldener, nach oben geöffneter Halbmond, unten eine goldene Wolfsangel und im Schildfuß drei silberne Steine.
Die Gemeindefarben sind Gelb-Blau-Weiss.
Mit Bescheid der Niederösterreichischen Landesregierung vom 13. Juni 2006 erhielt die Gemeinde Meiseldorf ein Gemeindewappen verliehen.

## Persönlichkeiten
- Kandidus Pontz von Engelshofen (1803–1866), Ur- und Frühgeschichtler, lebte auf Schloss Stockern.
- Josef von Hempel (1800–1871), österreichischer Maler, 1832–1839 Besitzer der Herrschaft Kattau.
- Johann Maximilian von Lamberg (1608–1682), österreichischer Adeliger, Diplomat und Minister, Besitzer der Herrschaft Stockern
- Bertha von Suttner, schrieb auf Schloss Stockern ihr Werk Die Waffen nieder! (1899)[12]